# Футбол на летних Олимпийских играх 2016 — квалификация
В соревнованиях по футболу на летних Олимпийских играх 2016 года смогут принять участие 28 сборных (16 мужских и 12 женских). В мужском олимпийском турнире примут участие сборные, составленные из игроков не старше 23 лет (родившиеся после 1 января 1993 года). Также в заявку могут войти не более 3 футболистов старше этого возраста. Квалификационные соревнования прошли с 11 сентября 2014 года и по 29 марта 2016 года.

## Квалифицированные сборные

### Мужчины
| Способ квалификации                           | Дата проведения             | Место проведения   | Сборная          |
| --------------------------------------------- | --------------------------- | ------------------ | ---------------- |
| Хозяева                                       | 2 октября 2009              | Копенгаген         | Бразилия         |
| Чемпионат Южной Америки 2015 (до 20 лет)      | 14 января — 7 февраля 2015  | Уругвай            | Аргентина        |
| Чемпионат Европы 2015 (до 21 года)            | 17 июня — 30 июня 2015      | Чехия              | Швеция           |
| Чемпионат Европы 2015 (до 21 года)            | 17 июня — 30 июня 2015      | Чехия              | Португалия       |
| Чемпионат Европы 2015 (до 21 года)            | 17 июня — 30 июня 2015      | Чехия              | Дания            |
| Чемпионат Европы 2015 (до 21 года)            | 17 июня — 30 июня 2015      | Чехия              | Германия         |
| Тихоокеанские игры 2015 (до 23 лет)           | 3 — 17 июля 2015            | Порт-Морсби        | Фиджи            |
| Олимпийская квалификация КОНКАКАФ (до 23 лет) | 1 — 13 октября 2015         | США                | Гондурас         |
| Олимпийская квалификация КОНКАКАФ (до 23 лет) | 1 — 13 октября 2015         | США                | Мексика          |
| Чемпионат Африки 2015 (до 23 лет)             | 28 ноября — 12 декабря 2015 | Сенегал            | Алжир            |
| Чемпионат Африки 2015 (до 23 лет)             | 28 ноября — 12 декабря 2015 | Сенегал            | Нигерия          |
| Чемпионат Африки 2015 (до 23 лет)             | 28 ноября — 12 декабря 2015 | Сенегал            | ЮАР              |
| Чемпионат Азии 2016 (до 23 лет)               | 12 — 30 января 2016         | Катар              | Япония           |
| Чемпионат Азии 2016 (до 23 лет)               | 12 — 30 января 2016         | Катар              | Республика Корея |
| Чемпионат Азии 2016 (до 23 лет)               | 12 — 30 января 2016         | Катар              | Ирак             |
| Стыковые матчи КОНКАКАФ — КОНМЕБОЛ            | 25 — 29 марта 2016          | Барранкилья Фриско | Колумбия         |

#### Стыковые матчи КОНМЕБОЛ-КОНКАКАФ
| 25 марта 2016                    | \| Колумбия \| 1:1 \| США \| \| Хуан Фернандо Кинтеро 67′ (пен.) \| Голы \| Луис Гил 5′ \| | Метрополитано Роберто Мелендес, Барранкилья Зрителей: 10 000 Судья: Джюнейт Чакыр |
| Колумбия                         | 1:1                                                                                        | США                                                                               |
| Хуан Фернандо Кинтеро 67′ (пен.) | Голы                                                                                       | Луис Гил 5′                                                                       |

| 29 марта 2016            | \| США \| 1:2 \| Колумбия \| \| Дейвер Мачадо 57′ (авт.) \| Голы \| Роджер Мартинес 30′, 64′ \| | Тойота Стэдиум, Фриско Зрителей: 7 998 Судья: Равшан Ирматов |
| США                      | 1:2                                                                                             | Колумбия                                                     |
| Дейвер Мачадо 57′ (авт.) | Голы                                                                                            | Роджер Мартинес 30′, 64′                                     |

Колумбия победила по сумме двух матчей со счётом 3:2.

### Женщины
| Способ квалификации                    | Дата проведения           | Место проведения | Сборная        |
| -------------------------------------- | ------------------------- | ---------------- | -------------- |
| Хозяева                                | 2 октября 2009            | Копенгаген       | Бразилия       |
| Кубок Америки 2014                     | 11 — 28 сентября 2014     | Эквадор          | Колумбия       |
| Чемпионат мира 2015 (Европа)           | 6 июня — 5 июля 2015      | Канада           | Франция        |
| Чемпионат мира 2015 (Европа)           | 6 июня — 5 июля 2015      | Канада           | Германия       |
| Олимпийская квалификация КАФ 2015      | 2 — 18 октября 2015       | —                | ЮАР            |
| Олимпийская квалификация КАФ 2015      | 2 — 18 октября 2015       | —                | Зимбабве       |
| Олимпийская квалификация ОФК 2015/16   | 23 — 26 января 2016       | —                | Новая Зеландия |
| Олимпийская квалификация КОНКАКАФ 2016 | 10 — 21 февраля 2016      | США              | США            |
| Олимпийская квалификация КОНКАКАФ 2016 | 10 — 21 февраля 2016      | США              | Канада         |
| Олимпийская квалификация АФК 2016      | 29 февраля — 9 марта 2016 | Япония           | Австралия      |
| Олимпийская квалификация АФК 2016      | 29 февраля — 9 марта 2016 | Япония           | Китай          |
| Олимпийская квалификация УЕФА 2016     | 2 — 9 марта 2016          | Нидерланды       | Швеция         |

## Отборочный турнир
4 апреля 2014 года ФИФА утвердила принцип распределения квот среди континентов на летние Олимпийские игры 2016 года.